# イルワンディ・ユスフ
イルワンディ・ユスフ （インドネシア語：Irwandi Yusuf、1960年8月2日 - ）はインドネシアのアチェ州の政治家。自由アチェ運動 (GAM) の元幹部であり、GAMでは広報を担当していた。

## 経歴
地元の大学では獣医学の学位を取得した。1990年にGAMに加わったが、オレゴン州立大学で獣医学の修士号を獲得するため3年間活動を停止していたことがある。アチェに戻った後はGAMの上層部で広報を担当していた。
2003年、彼は反逆罪により逮捕され、9年間の懲役刑を受けることになった。
2004年12月にスマトラ島沖地震が発生したとき、収監されていた刑務所が津波に襲われ彼は脱獄した。この刑務所には当時278人がいたとされるが、生存者はイルワンディ・ユスフを含む40人だけだったという。2007年の『ニューヨーク・タイムズ』での彼の証言によると、囚人たちは正面玄関から逃げようとしたものの鍵がかかっていて逃げられず、彼自身は屋根に上って助かったのだという。
スマトラ島沖地震とそれによる津波でアチェ州では約17万人の死者が発生したが、この被害の大きさはインドネシア政府とGAMが和平交渉を行う切っ掛けになった。2005年8月15日、インドネシア政府とGAMは「ヘルシンキ和平合意」に調印し、『BBC』の報道によればイルワンディはGAMの代表として調印を見届けた。合意の第3条第1項ではGAMの全てのメンバーへ恩赦が与えられ、また第2項では恩赦対象者の政治に参加する権利が保障された。
2006年7月11日、アチェ統治法が国会で採択され、この法律に基づきアチェ州初の直接選挙による州知事選挙が行われることになった。この時、GAMの指導者層の中ではスウェーデンに亡命していた古参とアチェでの武力闘争に参加していた若手で意見対立が発生し、GAMは地方政党を設立することができず古参と若手がそれぞれ別の州知事・副知事候補を立てた。イルワンディはGAMの若手幹部が推薦した州知事候補であり、アチェ住民投票情報センター (SIRA) 代表のムハンマド・ナザルを副知事候補として出馬し、得票率38.2パーセントで当選し、翌年2月に就任した。異例なことではあるが、彼は前政権のメンバーを以前の地位に留めることにした。『ニューヨーク・タイムズ』によれば、新知事は前政権のメンバーには中央政府とのつながりや軍、警察、公務員からの支持があるが、自分にはそういった人脈がないと述べたという。
2009年9月14日、アチェ州議会はイスラム教徒の既婚者の姦通罪に対し、石打ちによる死刑を適用する法律を全会一致で可決した。これに対し、イルワンディ・ユスフ知事は強い反対姿勢を示し法案への署名を拒否した。
2012年4月9日、アチェ]で2回目となる直接選挙による州知事選挙の投票が行われた。イルワンディ・ユスフは現職知事として無所属で出馬したが、GAM元代表のザイニ・アブドゥラがアチェ党から出馬し、当選した。
2017年2月、アチェ州で州知事選が実施され、イルワンディ・ユスフが再選した。
2018年7月3日、インフラ事業に絡み、州内の県知事から現金約5億ルピアの賄賂を受け取ったとして、反汚職法違反の疑いで汚職撲滅委員会に逮捕された。